# Biuro oddziału
Biuro oddziału, Dom Betel, Betel, Biuro Oddziału – lokalny ośrodek koordynujący i wspierający działalność Świadków Jehowy na terenie jednego lub kilku krajów/państw (regionu); lokalna siedziba administracyjna i biura „Komitetu Oddziału”.
Głównym celem istnienia każdego Betel jest „udostępnianie prawd biblijnych jak największej liczbie ludzi”. Nazwa nawiązuje do biblijnego Betel, co znaczy dom Boży.
W 2024 roku na świecie działalność Świadków Jehowy koordynowały 84 Biura Oddziałów. W krajach, gdzie nie ma Biur Oddziałów (ze względu na małą liczbę członków lub zakaz działalności wprowadzony przez władze państwowe), tworzy się tzw. „Komitet Kraju”, czasami również „Biuro Krajowe” funkcjonujące pod nadzorem któregoś z Biur Oddziału w innym kraju.
Biuro Oddziału Świadków Jehowy w Polsce mieści się w Nadarzynie pod Warszawą i nadzoruje działalność Świadków Jehowy w Polsce.

## Personel wolontariuszy

### Betelczycy

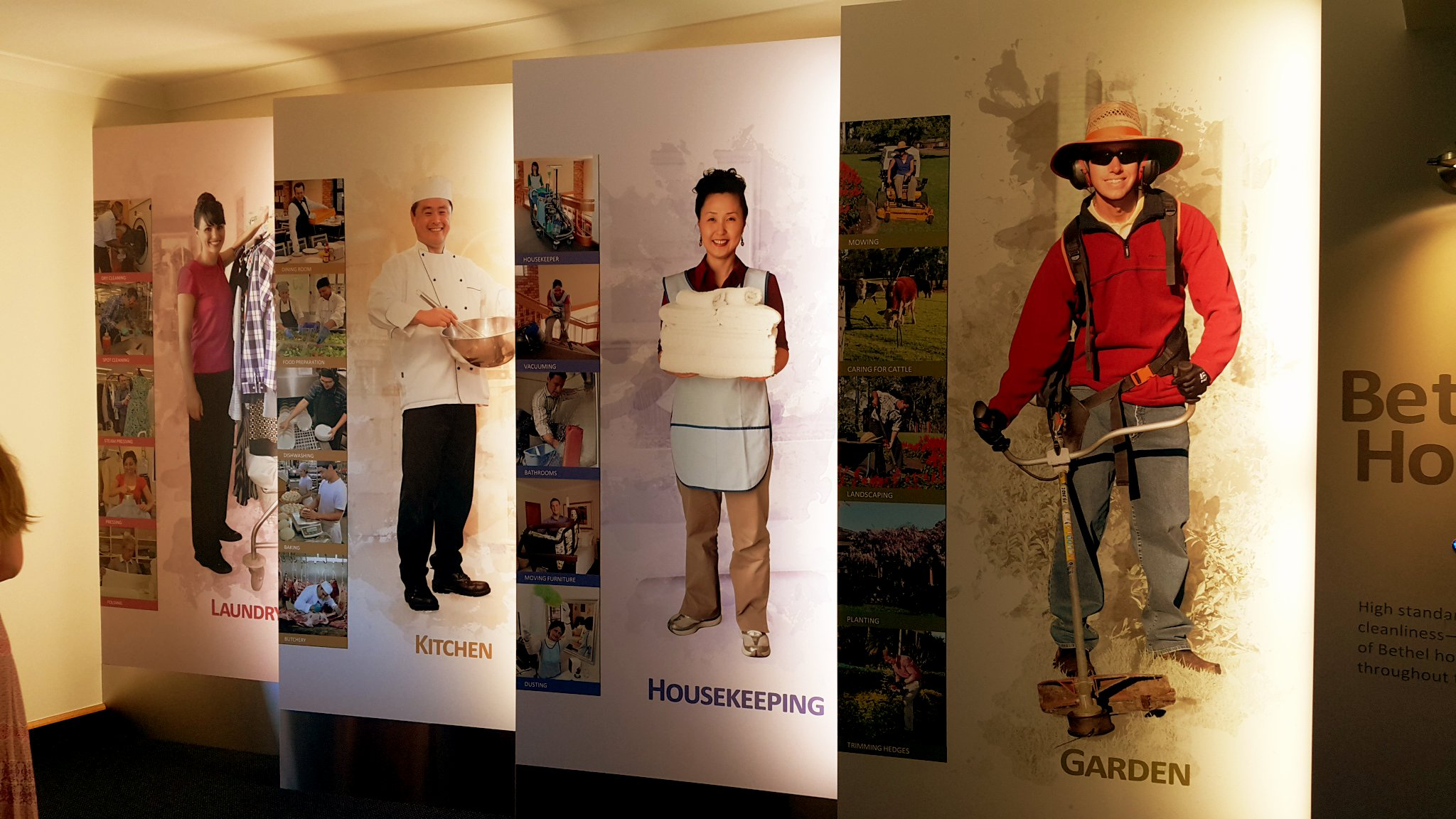
Wystawa ukazująca wolontariat w działach pomocniczych Biura Oddziału

W Biurach Oddziału pracują (jako wolontariusze) ochrzczeni Świadkowie Jehowy (betelczycy, także rodzina Betel) przez zadeklarowany czas. Aby usługiwać w Betel trzeba spełnić wymagania, co do przydatności. Trzeba mieć wysokie kwalifikacje duchowe.
Wolontariusze pracujący pełnoczasowo w Biurze Oddziału wykonują prace administracyjne, biurowe i porządkowe potrzebne do działalności domu Betel, a tym samym lokalnych społeczności Świadków Jehowy. Oprócz obowiązków służbowych, „tak jak zwykła rodzina, razem mieszkają, jedzą, pracują i studiują Biblię”. Określenie „betelczyk” nie jest stosowane jako tytuł czy zwrot honorowy.
W 2022 roku na całym świecie w 87 Biurach Oddziałów, w których pracowało 21 629 wolontariuszy (w Polsce około 200).
Osoby, które zgłaszają się do służby w Betel (mogą to być małżeństwa), zobowiązują się do przestrzegania obowiązującego regulaminu, nie mogą decydować się na macierzyństwo w okresie trwania wolontariatu, muszą cieszyć się dobrą opinią w zborze. Ze względu na wykonywanie specjalnego zadania, należą oni do Ogólnoświatowej Wspólnoty Specjalnych Sług Pełnoczasowych Świadków Jehowy.
Każdy z członków „rodziny Betel” bierze udział w Kursie Służby w Betel. Trwa on 5 i pół dnia. Ma na celu pomóc członkom rodziny Betel wywiązywać się ze swoich zadań oraz pogłębić ich miłość do Boga i do siebie nawzajem.
Wolontariusze rozpoczynają dzień od wspólnego 20 minutowego „porannego pokarmu duchowego” (o godz. 7:20, którego program przekazywany jest online dla wolontariuszy pracujących na budowach obiektów religijnych Świadków Jehowy i innych ochotników współpracujących z Betel), na którym – po modlitwie początkowej – omawiają werset biblijny i czytają fragment Biblii. Po modlitwie końcowej, wszyscy wyruszają do pracy, która trwa w godzinach 8.00-12.00 i 13.00-17.00 (w czasie przerwy południowej od godziny 11.20 podawany jest obiad). Raz w tygodniu – w poniedziałkowy wieczór – odbywa się wspólne godzinne „rodzinne studium Strażnicy”. Członkom rodziny Betel składane są regularne wizyty pasterskie, podczas których udziela się zachęt.

### Ochotnicy na oddaleniu
Oprócz tego z Biurami Oddziałów współpracuje ponad 3000 ochotników na oddaleniu – wolontariuszy, na ogół pionierów, którzy regularnie wykonują zlecone prace z miejsca swojego zamieszkania przy pomocy komputerów. Każdego tygodnia wspierają oni 42 działy Biur Oddziałów i Biura Głównego. Wykonują oni pracę, którą kiedyś zajmowali się stali betelczycy.

### Niepełnoczasowi współpracownicy dojeżdzający
Prace w Biurze Oddziału wspierają również niepełnoczasowi współpracownicy dojeżdzający, którzy są wolontariuszami w Betel, co najmniej pół dnia w tygodniu. W marcu 2018 roku na całym świecie było ich ponad 9500.

## Komitet Oddziału
Komitet Oddziału składa się przynajmniej z trzech nadzorców, powołanych przez Ciało Kierownicze Świadków Jehowy, a jeden z członków tego komitetu jest jego koordynatorem. Ma zadanie na bieżąco informować Ciało Kierownicze o rozwoju działalności na podlegającym mu terenie. Nadzoruje też pracę całego Betel, czuwa też nad cała działalnością prowadzoną na terenie podległym miejscowego Biura Oddziału. Nadzoruje również tłumaczenie publikacji biblijnych, organizuje zgromadzenia obwodowe i kongresy oraz budowy Sal Królestwa i Sal Zgromadzeń.
Komitety Oddziału wprowadzono w roku 1976. Wcześniej nadzór nad działalnością w danym kraju sprawowała jedna osoba. We wrześniu 2021 roku na świecie było 675 członków Komitetów Oddziałów i 17 członków Komitetów Kraju. Spośród nich 355 jest absolwentami Szkoły Gilead, z tego 221 ukończyło ją w ciągu ostatnich 10 lat.
Kurs dla Członków Komitetów Oddziałów i Ich Żon przygotowuje jego uczestników do lepszego nadzorowania biur oddziałów, działalności zborów, obwodów na terenie powierzonym ich usługiwaniu, a także nad tłumaczeniem, drukowaniem, ekspedycją literatury i innymi działami. Trwa on dwa miesiące i odbywa się w Centrum Szkoleniowym Towarzystwa Strażnica w Patterson.

## Funkcjonowanie

### Drukarnie
9 Biur Oddziałów Świadków Jehowy posiada własne drukarnie (główne drukarnie drukujące czasopisma, broszury, traktaty i oprawiające książki znajdują się w Brazylii, Japonii, Meksyku, Niemczech, Południowej Afryce i Stanach Zjednoczonych, a tylko drukujące czasopisma, broszury i traktaty także w Kanadzie, Kolumbii i Nigerii; wcześniej działały również w Wielkiej Brytanii, we Włoszech, w Finlandii, Indiach, na Filipinach (do 2014, gdy druk przeniesiono do Japonii), w Australii i w Meksyku).

### Dodatkowe obiekty
W niektórych krajach przy Domach Betel funkcjonują domy misjonarskie, Sale Zgromadzeń oraz biura tłumaczeń publikacji Świadków Jehowy, a przy każdym znajduje się Sala Królestwa. Przy niektórych Biurach Oddziałów powstawały także Farmy Towarzystwa Strażnica, na których wolontariusze produkowali żywność dla członków rodziny Betel. W Centrum Szkoleniowym Towarzystwa Strażnica w Patterson mieści się obecnie również Biblijna Szkoła Strażnicy – Gilead, w której szkolą się misjonarze terenowi.

### Działy funkcjonujące w Betel
Biura Oddziału wspiera działalność kaznodziejską – podstawowy element wielbienia Boga przez Świadków Jehowy. „Kluczowe działy w Betel zapewniają narzędzia i szkolenia potrzebne do pełnienia tej służby, wspierania głosicieli i bronienia prawa do głoszenia.” Niektóre działy Biur Oddziału:
- Dział Służby

Komitet Służby działający pod nadzorem Ciała Kierowniczego Świadków Jehowy posługuje się Działami Służby w poszczególnych Biurach Oddziału, które koordynują działalność głoszenia. W dziale tym funkcjonują m.in. „Sekcja Sług Terenowych”, która zajmuje się przydziałami specjalnych sług pełnoczasowych (na świecie ponad 45 tysięcy działa w terenie), nadzorców obwodu, pionierów specjalnych i misjonarzy terenowych. Sekcja udziela im pomocy m.in. wyszukiwaniu kwater, opieką duchową udzielając im zachęt. „Sekcja Potrzeb w Opracowaniu Terenów” zajmuje się kwestiami związanymi z głoszeniem, odpowiada za organizacje specjalnych kampanii głoszenia, koordynuje specjalne świadczenie publiczne na terenach wielkomiejskich oraz głoszenie w portach. Poza tym w obrębie tego działu funkcjonuje m.in. „Sekcja Kongresów” (zajmująca się m.in. przygotowaniem miejsc kongresowych), „Sekcja Szkoleń Teokratycznych”.
- Dział Nagrań

Nagrywa publikacje audio i wideo, pieśni i piosenki oraz dubbinguje materiały filmowe.
- Lokalny Dział Projektowo-Budowlany

LDBP nadzoruje głównie budowy i konserwację Sal Królestwa oraz Sal Zgromadzeń.
- Dział Tłumaczeń

Zajmuje się tłumaczeniem Biblii, publikacji i materiałów biblijnych na miejscowe języki (w tym migowe) oraz dialekty.
- Dział Prawny

Zajmuje się m.in. bronienia prawa do głoszenia, wielbienia Boga i innymi kwestiami prawnymi związanych z działalnością i prawami związanymi z wolnością wyznania
- Dział Informacji Publicznej

Przygotowuje artykuły m.in. w zakładce „Wiadomości” serwisu internetowego jw.org; odpowiada za kontakty z urzędnikami, środowiskiem naukowym oraz dziennikarzami.
- Dział Zaopatrzenia

Zajmuje się zaopatrzeniem m.in. dla rodziny Betel, poszkodowanych przez klęski żywiołowe, wojny, pandemie oraz zaopatrzeniem dla innych obiektów.
- Dział Pomocy Doraźnej

Wyznacza i koordynuje pracę „Komitetów Pomocy Doraźnej”, które przewodzą akcjom niesienia pomocy poszkodowanych przez klęski żywiołowe, wojny i pandemie.
- Dział Księgowości

Zajmuje się sprawami finansowymi pokrywanymi z dobrowolnych datków i darowizn.
- Dział Komputerowy

Dział pomocniczy dbający o systemy komputerowe.
- Dział Konserwacji

Dział pomocniczy dbający o instalacje grzewcze, hydrauliczne i elektryczne w budynkach Betel
- Dział Kuchni i Usług Osobistych

Dział pomocniczy dbający o przygotowywanie posiłków dla betelczyków, pranie, prasowanie i reperacje ich odzieży oraz o inne usługi.
- Dział Ekspedycji

Dział wysyła publikacje i inne materiały.
- Dział Opieki Zdrowotnej

Dział pomocniczy dbający o kwestie medyczne betelczyków.
- Dział Transportu

Dział pomocniczy dbający o transport i pojazdy.
- Dział Informacji o Szpitalach

Ma na celu ułatwienie kontaktów Świadków Jehowy ze środowiskiem medycznym, zapewnienie członkom wyznania możliwie jak najlepszej opieki lekarskiej z uwzględnieniem leczenia bez użycia krwi oraz stosowaniem dostępnych metod alternatywnych (jak hemodylucje i śródoperacyjne odzyskiwanie krwi). Dział pełni całodobowe dyżury i nadzoruje miejscowe Komitety Łączności ze Szpitalami.
- Lokalny Dział Transmisji

Dział pomocniczy zajmuje się przekazywaniem programów audio-video (w tym online) i sprzętem, do którego jest on potrzebny. Zajmuje się zapewnieniem projektu i sprzętu na obiektach kongresowych i innych specjalnych wydarzeń oraz w Biurze Oddziału, który zatwierdza Regionalny Dział Transmisji (koordynujący pracę Lokalnego Działu Transmisji). Poza tym przygotowuje i koordynuje realizacje projektów audio-video w Salach Zgromadzeń, Salach Królestwa i Centrach Szkoleniowych. Dba też o materiały w bezpłatnym serwisie JW Stream.
- Dział Bezpieczeństwa i Ochrony Środowiska

Dział pomocniczy dbający o bezpieczeństwo obiektu (w tym przeciwpożarowe), w jej strukturach funkcjonują „Grupy Szybkiego Reagowania”.
- Regionalne Zespoły Wideo

Działają w 11 Biurach Oddziału (Australia, Brazylia, Dania, Japonia, Kanada, Korea Południowa, Meksyk, Niemcy, Południowa Afryka, Stany Zjednoczone, Wielka Brytania). Pomoc w nagrywaniu materiałów filmowych zapewniają betelczycy i inni wolontariusze (m.in. współpracownicy na oddaleniu w wielu krajach).
- Regionalny Dział Projektowo-Budowlany

Dział funkcjonuje w czterech Biurach Oddziału (w Australazja w Australii, w Środkowoeuropejskim w Niemczech, w Południowej Afryce i w Stanach Zjednoczonych). Koordynuje projekty w podlegającej mu części świata. Do zadań „RDPB” należy też przeprowadzanie szkoleń w Biurach Oddziałów w zakresie konserwacji obiektów teokratycznych na danym terenie.
- Dział do spraw Wolności Wyznania

Dział, który od 2022 roku funkcjonuje w Środkowoeuropejskim Biurze Oddziału w Niemczech. „Koordynuje starania Świadków Jehowy związane z obroną ich prawa do wielbienia Boga w Europie”.
Nadzorcy działów, ich zastępcy oraz wybrani młodzi mężczyźni z Biura Oddziału biorą udział w kursie „Biblijne zasady sprawowania nadzoru”. Szkolenie trwa cztery i pół dnia. Obejmuje m.in. 12 warsztatów podzielonych na 3 sekcje („Wybieraj”, „Szkól”, „Ufaj”), zawiera 70 materiałów multimedialnych. Celem jest ulepszenie umiejętności nadzoru oraz szkolenie nadzorców w Biurach Oddziałów, na budowach obiektów Świadków Jehowy oraz młodszych mężczyzn „z potencjałem do powierzania im odpowiedzialnych zadań, w zakresie biblijnego wzorca sprawowania nadzoru”.

### Wizyty przedstawicieli Ciała Kierowniczego lub Biura Głównego
W każdym Biurze Oddziału regularne wizyty składają przedstawiciele Ciała Kierowniczego lub przedstawiciele Biura Głównego. Komitet Służby Ciała Kierowniczego wyznacza swoich członków lub przedstawicieli do wizyt pasterskich w poszczególnych Biurach Oddziału. Ten przedstawiciel Biura Głównego, wytypowany przez Ciało Kierownicze co rok odwiedza Biuro Oddziału i Biura Tłumaczeń na nadzorowanym przez nie obszarze, spotyka się tam z misjonarzami terenowymi Biblijnej Szkoły Strażnicy – Gilead lub Kursu dla Ewangelizatorów Królestwa, udzielając im zachęt, przedstawia też okolicznościowe przemówienie, które jest transmitowane do Sal Królestwa i Sal Zgromadzeń.

### Zgromadzenia obwodowe z przedstawicielem Biura Oddziału
Raz do roku, w każdym obwodzie, odbywa się zgromadzenie obwodowe, na którym przewidziano przemówienia przedstawiciela Biura Oddziału.

### Możliwość zwiedzania
Biura są otwarte dla osób postronnych – można je zwiedzać nieodpłatnie w grupach z przewodnikiem, a w niektórych obiektach wystawy, można również zwiedzać bez przewodnika.
Wiele wystaw zawiera prezentację historyczną dotyczącą Świadków Jehowy w danym regionie oraz przekładów Biblii z imieniem Bożym, prezentowane są też inne unikatowe przekłady Biblii.

## Historia

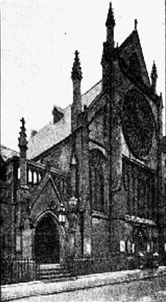
Przybytek londyński – siedziba pierwszego Biura Oddziału w Wielkiej Brytanii w latach 1900–1911

Pierwszą siedzibę Towarzystwa Strażnica otwarto w latach 80. XIX wieku w Allegheny (obecnie dzielnica Pittsburgha w stanie Pensylwania) w Stanach Zjednoczonych. Nosiła ona wówczas nazwę Dom Biblijny. W roku 1896 pracowało w nim 12 osób. Kiedy w roku 1909 przeniesiono ją do nowojorskiej dzielnicy Brooklyn, nazwę obiektu mieszkalnego dla wolontariuszy zmieniono na Betel. Z czasem znacznie rozbudowano obiekty mieszkalne, drukarnię i biura w Brooklynie oraz w dwóch innych miejscach w stanie Nowy Jork – w Wallkill i Patterson. W lipcu 2013 roku w Warwick, w amerykańskim stanie Nowy Jork, rozpoczęto budowę obiektów nowego Biura Głównego Świadków Jehowy (do sierpnia 2016 roku znajdującego się w dzielnicy Nowego Jorku: Brooklyn). Od września 2016 roku Biuro Główne Świadków Jehowy, nazywane również Domem Betel, przeniesiono do Warwick. Wszystkie te obiekty noszą potoczną nazwę Betel.
W roku 1900 w Londynie otwarto pierwsze zagraniczne Biuro Oddziału, a drugie otwarto dwa lata później w Niemczech. Do roku 1904 powstały również w Australii i w Szwajcarii, w 1910 roku w Afryce Południowej, w 1913 roku na terenie Wielkiego Księstwa Finlandii (należącego wówczas do Imperium Rosyjskiego), w roku 1917 utworzono hiszpańskie biuro Towarzystwa Strażnica w Los Angeles, w 1919 roku w Kanadzie, w 1921 roku w Polsce, w 1922 roku w Grecji, a w 1923 roku w Brazylii. Do 1931 roku utworzono 40 takich biur, trzy lata później było ich 49. W roku 1946 funkcjonowało ich na świecie 57. W następnych latach liczba ta się podwoiła. W 2000 roku działało 109 Biur Oddziałów w różnych krajach, a w roku 2009 Domów Betel było 118. W 2012 roku niektóre Biura Oddziałów zostały połączone z większymi.
Nadzór nad budową Biur Oddziałów (Domów Betel) i innych obiektów na całym świecie sprawuje „Ogólnoświatowy Dział Projektowo-Budowlany”, który ma siedzibę w Biurze Głównym Świadków Jehowy. Nadzór nad nim sprawuje Komitet Wydawniczy Ciała Kierowniczego Świadków Jehowy. Dział ten koordynuje pracę czterech „Regionalnych Działów Projektowo-Budowlanych” działających przy biurach oddziałów w Australii, Niemczech, RPA i Stanach Zjednoczonych. Natomiast działający przy każdym z 84 Biur Oddziałów „Lokalny Dział Projektowo-Budowlany” ma za zadanie nadzorowanie przedsięwzięć budowlano-remontowych. Do pomocy w tym celu ma pełnoczasowych sług budowlanych oraz współpracujących ochotników ze zborów, którzy są szkoleni do ich wznoszenia i pomagają przy ich budowie. Niektórzy ochotnicy budowlani wyjeżdżają na budowy do innych krajów, by pomagać przy budowie Sal Zgromadzeń, Biur Oddziałów, Sal Królestwa i placówek dla tłumaczy publikacji Świadków Jehowy.

## Galeria

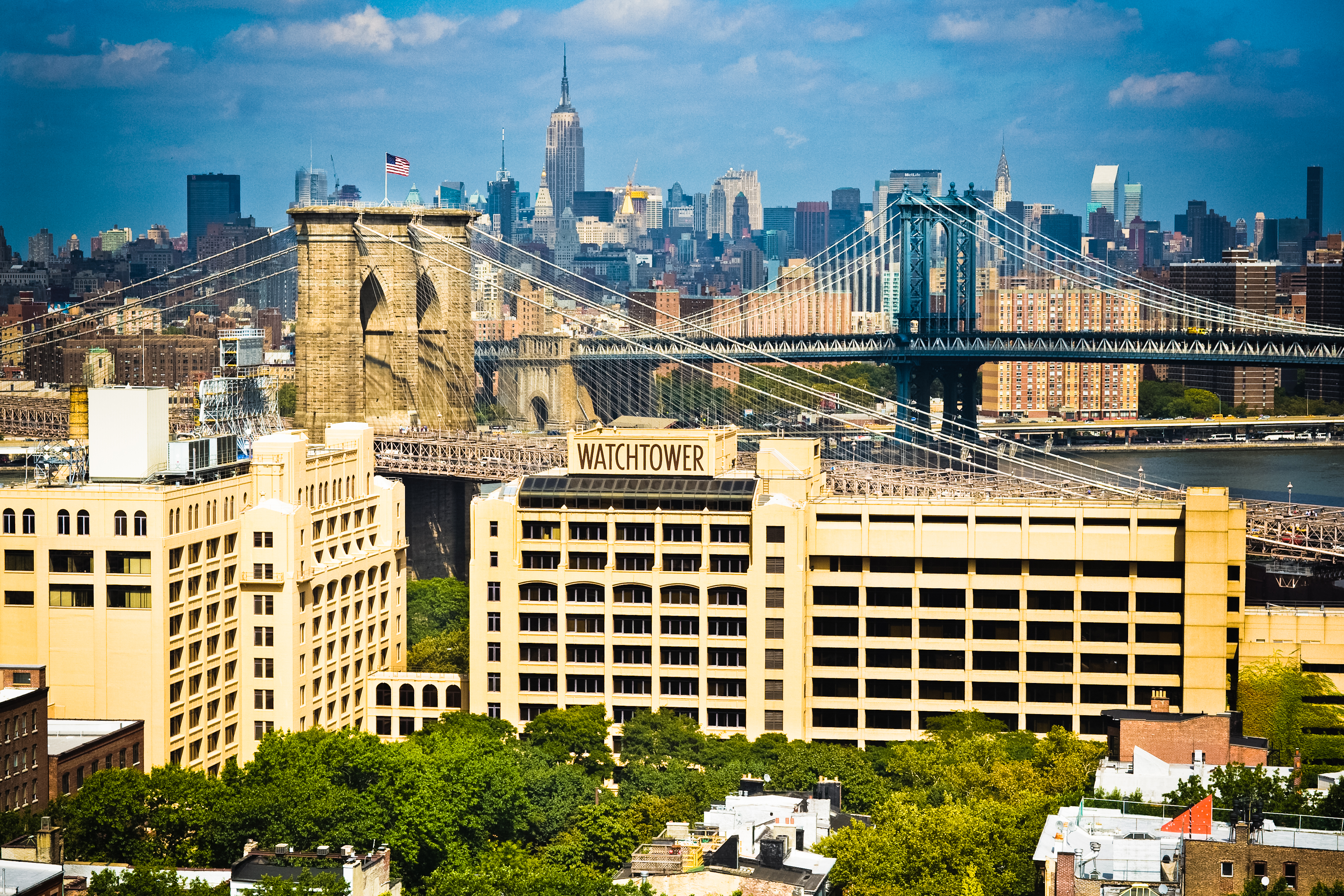
Biuro Główne Świadków Jehowy (Dom Betel) w Nowym Jorku (do sierpnia 2016 r.)
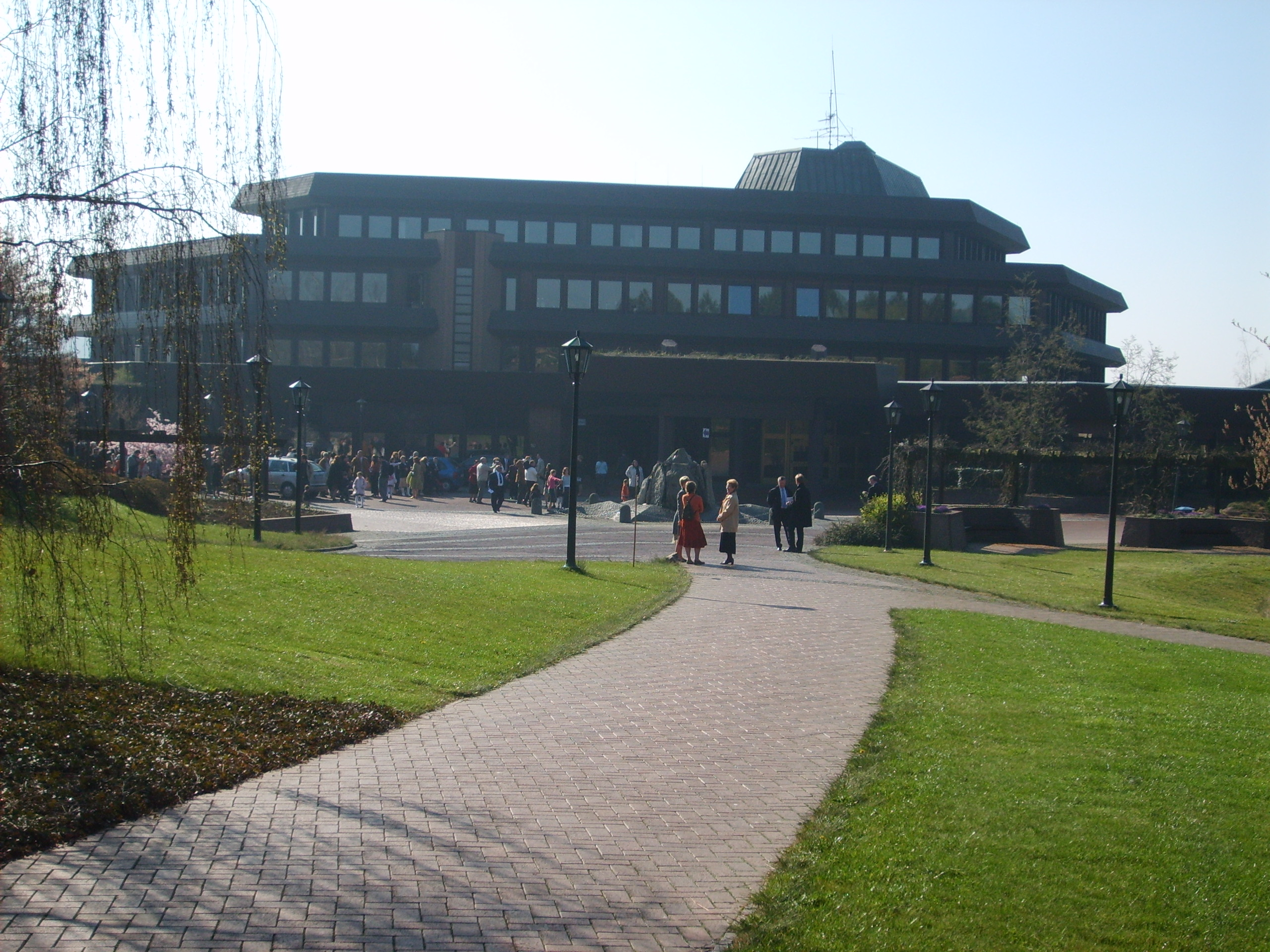
Środkowoeuropejskie Biuro Oddziału Świadków Jehowy w Niemczech w Selters
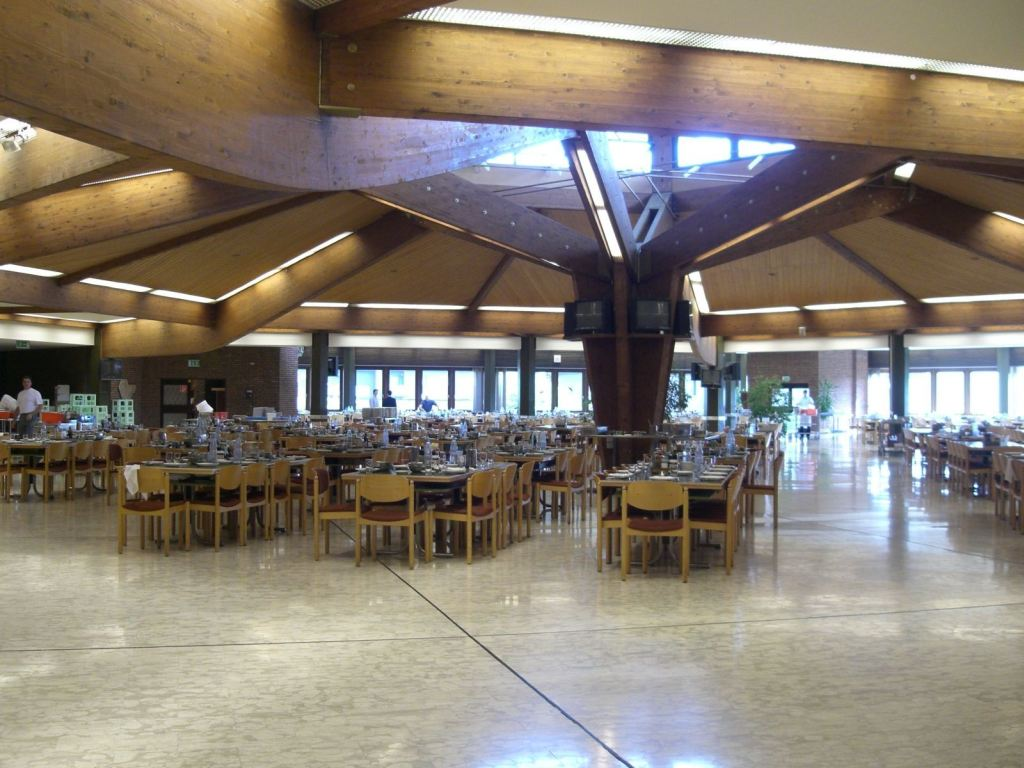
Jadalnia w Środkowoeuropejskim Biurze Oddziału w Niemczech
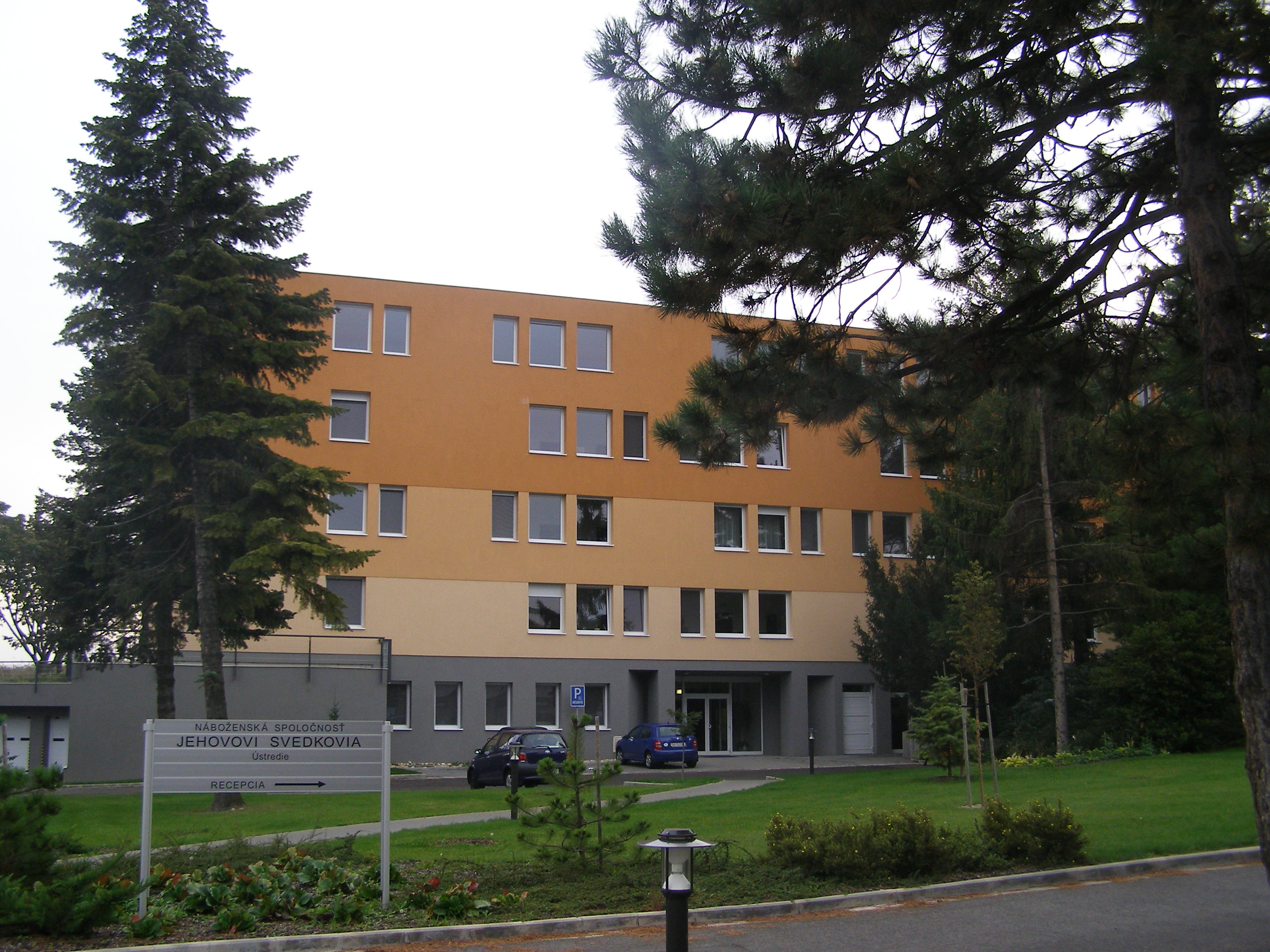
Biuro Oddziału w Bratysławie na Słowacji
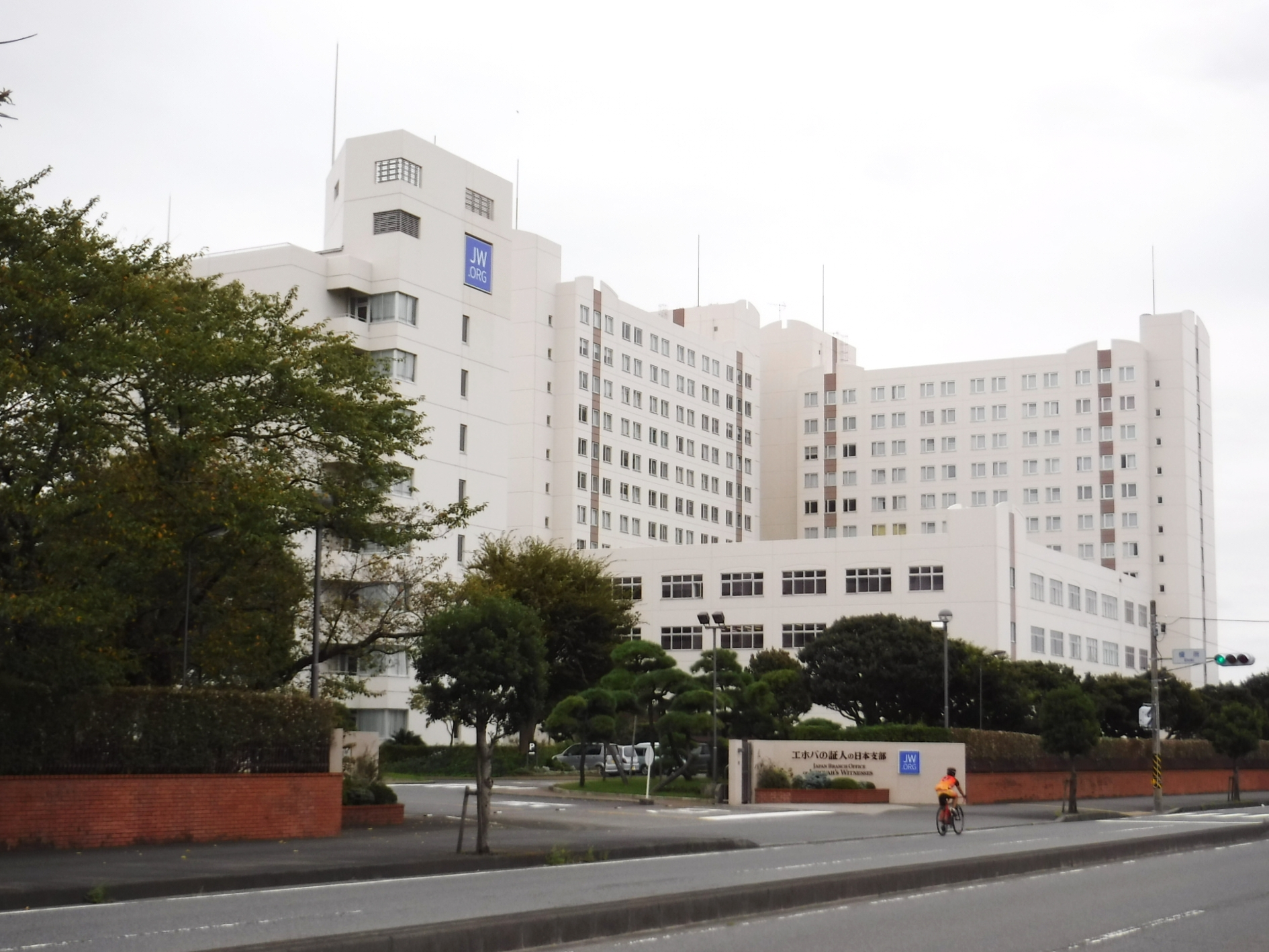
Biuro Oddziału w Ebinie w Japonii
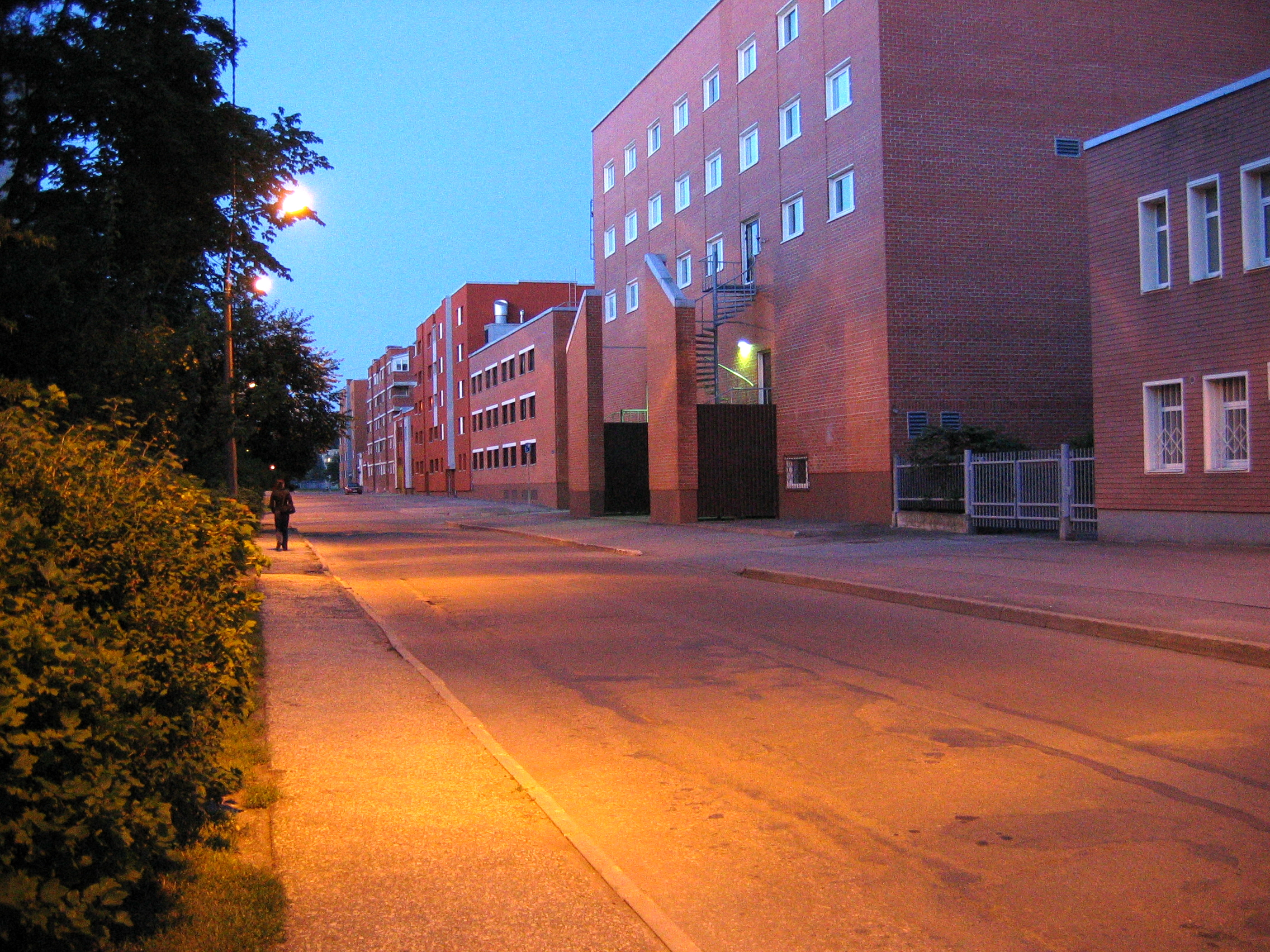
Biuro Krajowe w Estonii
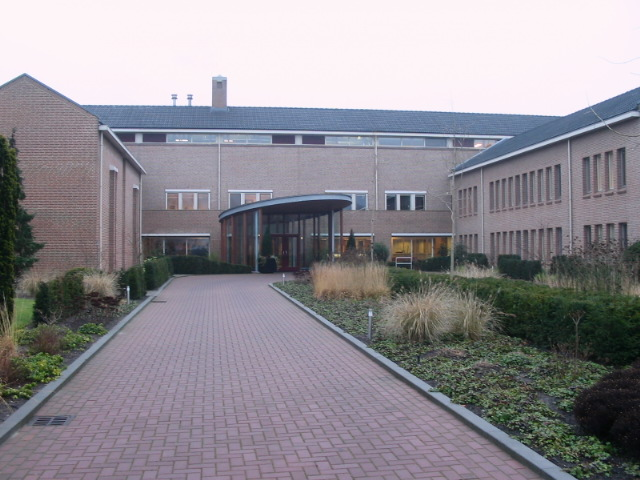
Biuro Oddziału w Emmen w Holandii
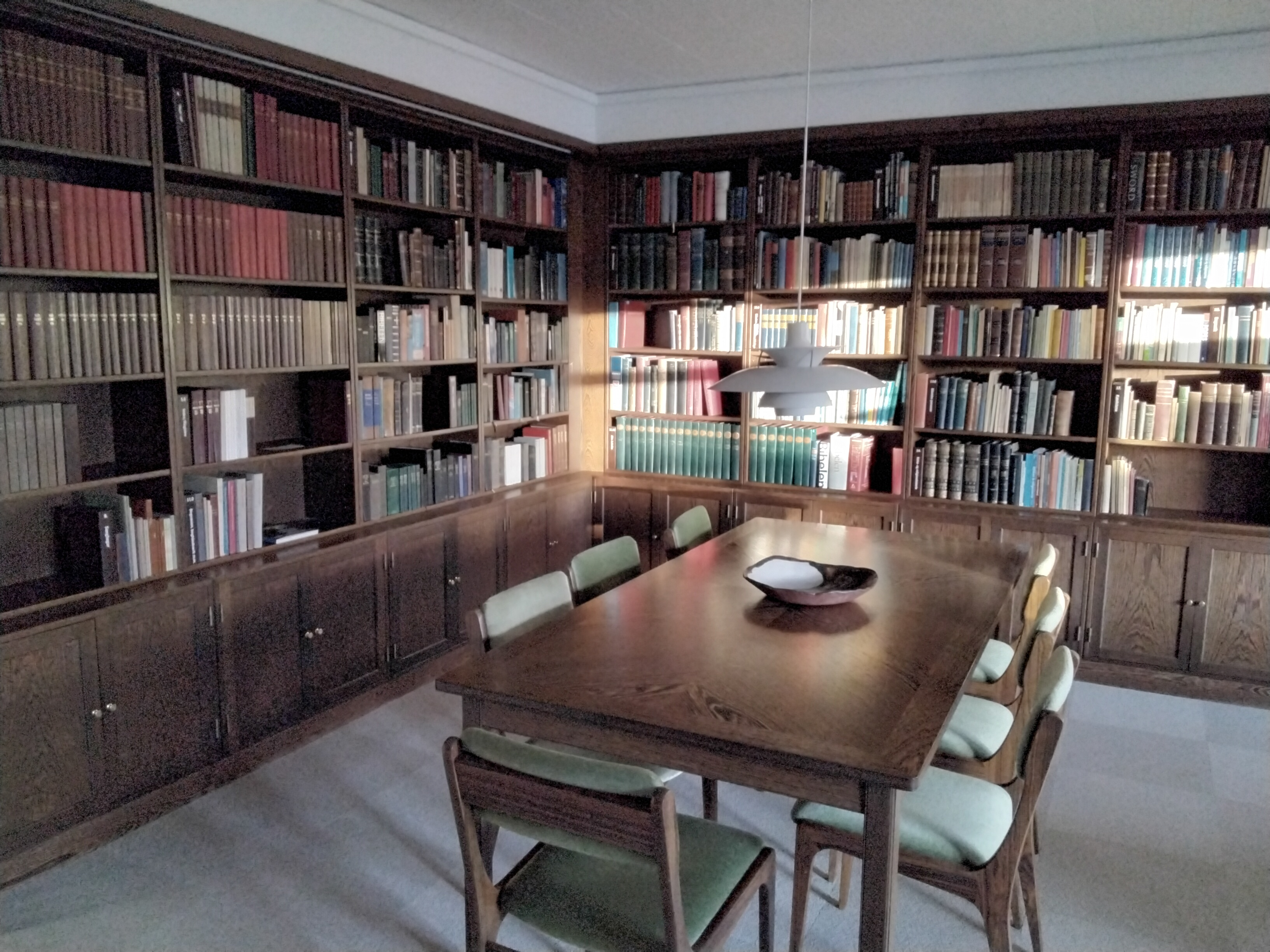
Biblioteka w Skandynawskim Biurze Oddziału w Holbæk